# Sheldon Mac
Sheldon Mac (Houston, Texas, 21 de diciembre de 1992) es un jugador de baloncesto estadounidense que pertenece a la plantilla de Osos de Manatí de la BSN. Con 1,96 metros de estatura, juega en la posición de escolta.

## Trayectoria deportiva

### Universidad
Jugó dos temporadas con los Longhorns de la Universidad de Texas, en las que promedió 12,4 puntos y 3,6 rebotes por partido. Tras esas dos temporadas, decidió ser transferido a los Hurricanes de la Universidad de Miami, debido a que, según manifestó, su entrenador, Rick Barnes, no estaba satisfecho con su esfuerzo. En su nuevo equipo jugó otras dos temporadas en las que promedió 13,9 puntos y 3,8 rebotes por partido, siendo incluido en 2016 en el segundo mejor quinteto de la Atlantic Coast Conference.

### Profesional
Tras no ser elegido en el Draft de la NBA de 2016, el 23 de septiembre firmó con los Washington Wizards, apareciendo finalmente en la lista de 15 definitiva que dio comienzo la temporada 2015-16. Debutó el 27 de octubre en un partido ante Atlanta Hawks, consiguiendo 7 puntos y 2 robos de balón.
El 24 de septiembre de 2021, firma por el ESSM Le Portel de la Ligue Nationale de Basket-ball.
El 6 de diciembre de 2021, firma por el BCM Gravelines-Dunkerque de la Ligue Nationale de Basket-ball.

## Estadísticas de su carrera en la NBA

### Temporada regular
| Año     | Equipo     | PJ | PT | MPP | %TC  | %3P  | %TL  | RPP | APP | ROB | TPP | PPP |
| ------- | ---------- | -- | -- | --- | ---- | ---- | ---- | --- | --- | --- | --- | --- |
| 2016-17 | Washington | 30 | 3  | 9.6 | .400 | .233 | .852 | 1.1 | .5  | .3  | .1  | 3.0 |
| Total   | Total      | 30 | 3  | 9.6 | .400 | .233 | .852 | 1.1 | .5  | .3  | .1  | 3.0 |

### Playoffs
| Año   | Equipo     | PJ | PT | MPP | %TC  | %3P  | %TL   | RPP | APP | ROB | TPP | PPP |
| ----- | ---------- | -- | -- | --- | ---- | ---- | ----- | --- | --- | --- | --- | --- |
| 2017  | Washington | 7  | 0  | 2.4 | .556 | .400 | 1.000 | .3  | .0  | .0  | .0  | 2.0 |
| Total | Total      | 7  | 0  | 2.4 | .556 | .400 | 1.000 | .3  | .0  | .0  | .0  | 2.0 |